# Новодворка
Новодво́рка (другое название — Незя́нка или Низя́нка) (бел. Навадво́рка / Нязя́нка) — река в Щучинском районе Гродненской области Белоруссии. Левый приток реки Невиша (бассейн Котры).
Река Новодворка начинается возле деревни Куриловцы и впадает в Невишу в 1 км к северо-востоку от деревни Ревятичи.
Длина реки составляет 9 км. Площадь водосбора — 21 км². Средний наклон водной поверхности — 2,2 м/км.
Русло канализовано. Около агрогородка Новый Двор организован пруд площадью 0,08 км².